# SIG MG 710-3
La SIG MG 710-3 es una cadencia suiza de 7,62 mm de modo plagla GPMG) diseñada y fabricada por SIG - Schweizerische Industrie Gesellschaft (actualmente Swiss Arms AG). El arma se desarrolló como una empresa comercial principalmente para la exportación, ya que el ejército suizo ya había adoptado el 7.5 mm MG 51 GPMG (con cámara para el cartucho de fusil Schmidt-Rubin suizo de 7.5 × 55 mm), producido por la fábrica federal de armas W+F.

## Desarrollo
El trabajo en la ametralladora SIG MG 710-3 (inicialmente designado Modelo 55, cambiado en 1957 a SIG MG 710) comenzó en 1955 y su diseño fue influenciado por la MG 45, un desarrollo tardío de la Segunda Guerra Mundial de la ametralladora MG 42 alemana. Estos esfuerzos dieron como resultado la SIG MG 710-1 (adaptado para usar la ronda 6.5 × 55 mm) y el SIG MG 710-2 (con el cartucho Mauser de 7.92 × 57 mm), mientras que el prototipo para la versión de producción final que se convertiría en la SIG El MG 710-3 (con un calibre estándar de la OTAN de 7.62 × 51 mm) se completó a mediados de la década de 1960. Actualmente el arma está en uso por las fuerzas armadas de Bolivia, Brunéi, Chile, Liberia, y Liechtenstein.

## Detalles de diseño
La SIG MG 710-3 es un arma automática, alimentada por correa, refrigerada por aire, operada por retroceso retardado por rodillo y dispara desde cerrrojo abierto. El cerrojo de la ametralladora difiere de otros diseños contemporáneos que emplean el método de operación de retroceso corto (como las armas diseñadas por CETME y Heckler & Koch), siendo un diseño de 3 piezas que consiste en una cabeza de perno con dos rodillos de bloqueo, una manga de golpe y el portador del cerrojo que está conectado telescópicamente con la cabeza del cerrojo. Cuando se presiona una cámara redonda desde el resorte de retorno, el conjunto del cerrojo y soporte avanza; simultáneamente, ambos rodillos se acoplan a las superficies de levas que conducen a los rodillos hacia afuera desde su posición de desplazamiento comprimido hacia los huecos en la extensión del barril. Al disparar, el portador del cerrojo y el conjunto del percutor retroceden hacia atrás y la geometría de las superficies de levas fijas impulsa los rodillos hacia adentro, desbloqueando la recámara del cerrojo y aumentando la velocidad a la que el manguito del percutor se retira en relación con el cerrojo. A medida que el rayo más lento continúa hacia atrás, impacta el manguito delantero que regresa (este impacto desacelera el rayo). 
El conjunto de perno también contiene el extractor de resorte, mientras que un expulsor de caja de palanca se encuentra en la base de la bandeja de alimentación. Las cubiertas gastadas se expulsan hacia abajo. El arma tiene un mecanismo de disparo de huelguista, un conjunto de gatillo para disparar solo completamente automático y una seguridad de perno cruzado (la configuración "segura" deshabilita la captura del perno). 
El SIG MG 710-3 se alimenta desde el lado izquierdo ya sea por la desintegración estándar de la OTAN M13 (Estados Unidos) o por la correa DM1 alemana de enlace continuo, pero solo después de intercambiar varias partes en el bloque de alimentación. Cuando se utiliza en una función de ametralladora ligera, el cinturón de municiones se almacena en un contenedor de chapa que tiene una capacidad de 50 balas y está unido al lado izquierdo del receptor. El mecanismo de alimentación se asemeja al utilizado en la ametralladora MAG (una versión simplificada del sistema de alimentación del MG 42) operado con un brazo de alimentación impulsado por el movimiento de la manga del delantero. La correa se alimenta en dos etapas durante el movimiento hacia adelante y hacia atrás del conjunto del perno. 
El barril de cambio rápido, terminado con un apagallamas ranurado, tiene una manija fija que se usa para quitarlo. La ametralladora utiliza tres tipos de barriles: un perfil liviano, un perfil pesado (en una función de ametralladora pesada) y un tipo especial (utilizado para disparar municiones de salva). 
El arma de fuego tiene una culata fija (de metal o madera), desmontable bípode y miras de tipo abierto (vista trasera es una tangente de deslizamiento con la configuración de 100 a 1.200 m con incrementos de 100 m). Utilizada como una ametralladora pesada estática, el arma se coloca en un trípode SIG L810. También está adaptado para usar una mira óptica (con un aumento de 2.5 ×) o un dispositivo de visión nocturna. 

## Usuarios
- Bolivia[1]
- Brunéi
- Chile
- Liberia
- Liechtenstein: Cuerpos de Policía[2]